# Джелал ад-Дін (хан)
Джелал ад-Дін — ординський царевич, згодом хан Золотої Орди (1412—1413), один із найвпливовіших синів Тохтамиша. В руських літописах відомий під ім'ям Зелені-Салтан Тохматишевич.

## Життєпис
Після фактичного захоплення влади в Золотій орді темником Єдигеєм, сини Тохтамиша знайшли захист в Москві при дворі великого князя Василя I Дмитровича. Серед них був і царевич Джелал ад-Дін. Останній 1407 року захопив Булгарський улус, але невдовзі  звідти відступив під тиском Єдигея.
Після набігу Єдигея 1408 року на руські землі Василь I почав готуватися до опору, розраховуючи на синів Тохтамиша і в першу чергу на Джелал ад-Діна як на засоби для боротьби проти Єдигея і Пулад-хана, тогочасного ординського царя (Булат-Салтан в руських літописах). Вимоги Єдигея видати йому синів Тохтамиша великий князь ігнорував.
У цих умовах Джелал ад-Дін вирішив переїхати до Литви, до великого князя Вітовта, який всіляко підтримував емігрантів з Ординського царства, оселяючи їх на кордонах своєї держави. Вітовт поселив Джелал ад-Діна в Троках. Згодом Джелал ад-Дін взяв участь у знаменитій Грюнвальдській битві на боці Вітовта.
В цей час в Орді помер цар Булат і на престолі сів цар Тимур, син Темир-Кутлука. Не бажаючи коритися Єдигею, новий цар зумів підняти ординську кочову знать на боротьбу проти всесильного темника. На самому початку цієї боротьби в 1411 році Джелал ад-Дін разом з братами здійснив напад на землі Золотої Орди і розграбував західноординські улуси. В цих умовах Єдигей втік до Хорезму, де його протягом майже півроку тримали в облозі царські війська. Користуючись відсутністю царських військ Джелал ад-Дін захопив владу у Ординському царстві. В 1412 році воєначальник царя Тимура Газан зрадив його і вбивши, перейшов на бік Джелал ад-Діна.
Бажаючи покінчити з Єдигеєм, Джелал ад-Дін послав свого воєначальника, богатиря Каджулая розбити війська темника. Незважаючи на перевагу в силах, Каджулай був розбитий за допомогою військової хитрості. Каджулай загинув, а Єдигей повернувся до Хорезму.
Недовго правивший Джелал ад-Дін, за свідченнями літописів, був вбитий в бою своїм братом Керім-Берді.